# 2015 en combiné nordique
| Années du combiné nordique : 2012 - 2013 - 2014 - 2015 - 2016 - 2017 - 2018    |
| Décennies du combiné nordique : 1980 - 1990 - 2000 - 2010 - 2020 - 2030 - 2040 |

Cette page reprend les résultats des différentes compétitions de combiné nordique de l'année 2015.

## Résultats

### Championnat du monde
Les Championnats du monde ont lieu à Falun (Suède).
- L'Allemand Johannes Rydzek est champion du monde sur tremplin normal[F 1].
- l'Autrichien Bernhard Gruber est champion du monde sur grand tremplin[F 2]. C'est la première victoire individuelle d'un Autrichien dans l'histoire de cette compétition nonagénaire.
- L'équipe d'Allemagne (Tino Edelmann, Eric Frenzel, Fabian Rießle & Johannes Rydzek) est championne du monde par équipes[F 3].
- L'équipe de France (François Braud & Jason Lamy-Chappuis) est championne du monde du sprint par équipes[F 4].

### Coupe du monde
La Coupe du monde est remportée pour la troisième fois consécutive par l'Allemand Eric Frenzel, devant le Japonais Akito Watabe et l'Allemand Johannes Rydzek. La Coupe des nations est remportée par l'Allemagne.

### Coupe continentale
La Coupe continentale 2015 est remportée par l'Autrichien Lukas Greiderer. La Coupe des nations est remportée par l'Autriche.

### Coupe OPA
La Coupe OPA 2015 est remportée par l'Allemand Terence Weber. La Coupe des nations est remportée par l'Allemagne.

### Championnats nationaux

#### Championnat de Finlande
Le Championnat de Finlande s'est déroulé à Ruka le 28 mars. Il est remporté par Ilkka Herola.

#### Championnat de France
Le Championnat de France 2015 s'est déroulé le 28 mars à Chaux-Neuve. Il a couronné Jason Lamy-Chappuis, qui remportait là son huitième titre de champion de France de combiné. Le titre des moins de vingt ans est revenu à Antoine Gérard.

#### Championnat de Pologne
Le championnat de Pologne s'est déroulé les 14 et 15 mars à Szczyrk. Adam Cieslar s'est imposé. Chez les juniors, c'est Dawid Jarząbek qui a remporté l'épreuve.

#### Championnat de Norvège
Le premier Championnat non-officiel de Norvège de combiné nordique féminin s'est tenu le 18 mars à Trysil. Anna Odine Strøm s'est imposée.

## Calendrier

### Janvier

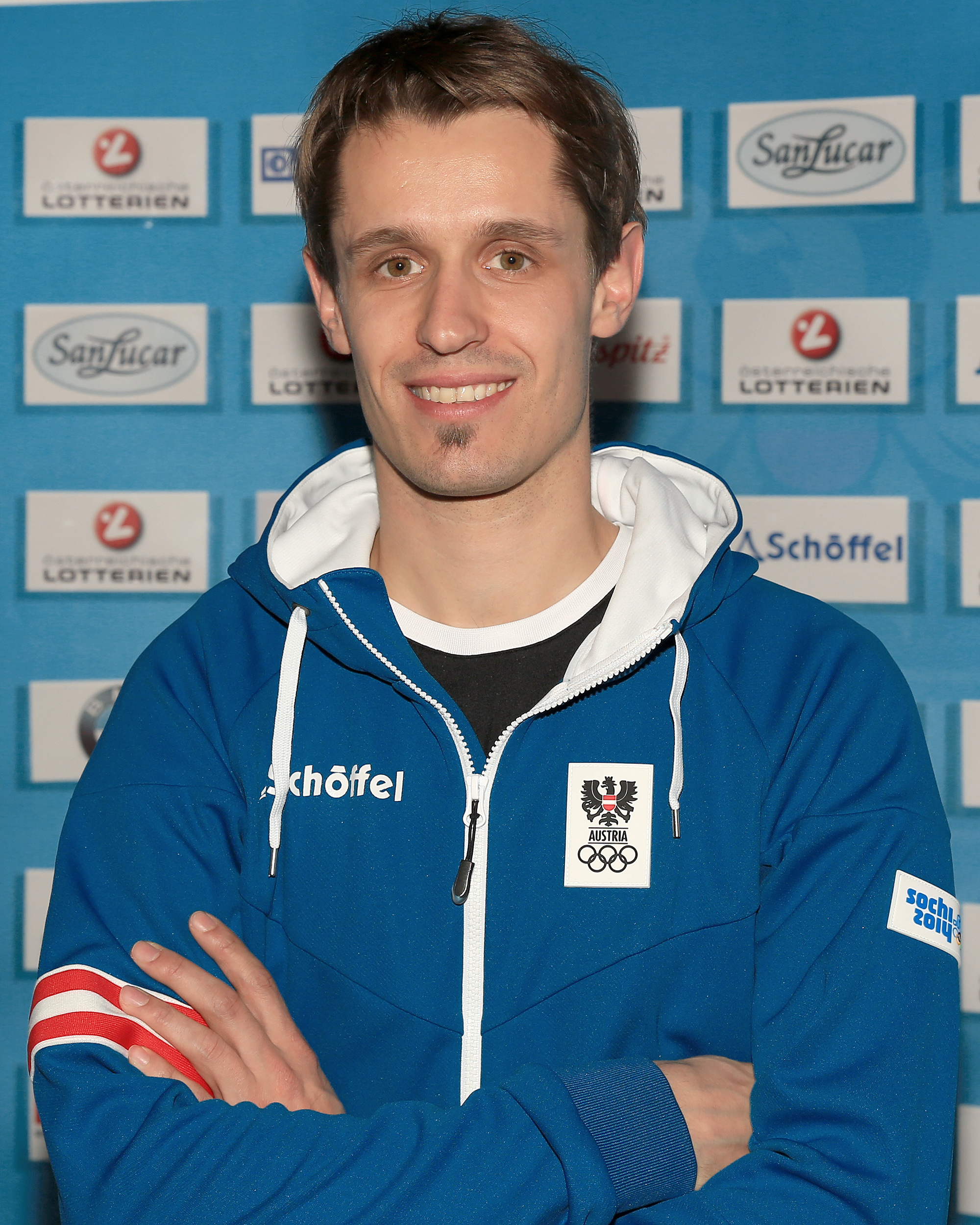
Lukas Klapfer, vainqueur de la Coupe de la Forêt-noire 2015

- le 3, à Schonach (Allemagne), l'épreuve par équipes de la Coupe du monde est remportée[J 1] par l'équipe d'Allemagne, composée de Eric Frenzel, Tino Edelmann, Björn Kircheisen et Johannes Rydzek, devant l'équipe norvégienne et l'équipe française.

- le 4, toujours à Schonach, le coureur autrichien Lukas Klapfer remporte[J 2] la Coupe de la Forêt-noire, qui est l'une des épreuves de la Coupe du monde. C'est là sa première victoire dans cette compétition. Il devance le Japonais Akito Watabe et le Norvégien Jan Schmid.

- le 5, la ville de Seefeld (Autriche) accueille[J 3] des épreuves de la Coupe OPA initialement prévues en décembre et qui n'avaient eu lieu, faute d'enneigement suffisant. Le jeune coureur autrichien Paul Gerstgraser[B 4] remporte[J 4] l'épreuve et s'impose[J 5] devant son compatriote Bernhard Flaschberger[B 5] et devant l'Allemand Terence Weber[B 1]. Le Français Laurent Muhlethaler, meilleur sauteur de l'épreuve, est désigné homme du jour.

- le 6, toujours à Seefeld, le jeune coureur autrichien Paul Gerstgraser[B 4] s'impose[J 5] comme la veille dans l'épreuve de la Coupe OPA. Il devance[J 6] les Allemands Paul Hanf[B 6] et Terence Weber[B 1]. Le Français Laurent Muhlethaler, encore meilleur sauteur de l'épreuve, est à nouveau désigné homme du jour.

- le 10 :
  - à Chaux-Neuve (France), le coureur allemand Eric Frenzel remporte[J 7] l'épreuve de la Coupe du monde. Il devance le leader du classement général, son compatriote Fabian Rießle, ainsi que le Norvégien Magnus Moan.
  - à Høydalsmo (Norvège), le coureur norvégien Truls Sønstehagen Johansen s'impose[J 8] en Coupe continentale devant deux coureurs autrichiens, Paul Gerstgraser[B 4] et Sepp Schneider.

- le 11 :
  - à Chaux-Neuve (France), en Coupe du monde, le coureur norvégien Magnus Moan, troisième de la course de la veille, remporte[J 9] l'épreuve du jour devant son compatriote Magnus Krog. L'Autrichien Bernhard Gruber complète le podium.
  - à Høydalsmo (Norvège), en Coupe continentale, le coureur autrichien Paul Gerstgraser[B 4], deuxième de la course de la veille, remporte[J 10] l'épreuve du jour devant deux coureurs norvégiens, Espen Andersen[1] et Gudmund Storlien.

- le 16, à Seefeld in Tirol (Autriche), le coureur allemand Eric Frenzel remporte[J 11] le prologue des trois jours du combiné nordique (Nordic combined triple en anglais), qui constituent l'un des points d'orgue de la Coupe du monde. Il devance les norvégiens Jan Schmid et Jarl Magnus Riiber.

- le 17 :
  - à Seefeld in Tirol (Autriche), la deuxième journée des trois jours du combiné nordique voit s'imposer[J 12] le coureur allemand Eric Frenzel devant l'Autrichien Bernhard Gruber et l'Allemand Tino Edelmann, parti en tête de l'épreuve de fond. Eric Frenzel prend la tête du classement général de la Coupe[J 13].
  - à Falun (Suède), la première équipe de Norvège, constituée par Gudmund Storlien et Truls Sønstehagen Johansen, remporte[J 14] le sprint par équipes de la Coupe continentale, devant la deuxième équipe de Norvège et la première équipe autrichienne.
  - à Oberwiesenthal (Allemagne), en Coupe OPA, l'Allemand Philip Mauersberger[B 7] remporte[J 15] la course de 10 km[J 16] devant le Français Antoine Gérard[B 2] et l'Allemand Anton Schlütter[B 8].

- le 18 :
  - à Seefeld in Tirol (Autriche), lors de la troisième et dernière journée des trois jours du combiné nordique, l'Allemand Eric Frenzel remporte[J 17] les trois jours par une troisième victoire consécutive. Il devance le meilleur sauteur de l'épreuve, le Norvégien Håvard Klemetsen, et l'Autrichien Bernhard Gruber, deuxième la veille.
  - à Falun (Suède), triplé norvégien en Coupe continentale : Truls Sønstehagen Johansen remporte[J 18] l'épreuve devant ses compatriotes Ole Martin Storlien et Espen Andersen[1].
  - à Oberwiesenthal, en Coupe OPA, l'Allemand Anton Schlütter[B 8], troisième la veille, remporte[J 19] la course de 5 km[J 16] devant l'Autrichien Thomas Jöbstl[B 9] et l'Allemand Philip Mauersberger[B 7], vainqueur la veille. L'Autrichien Paul Gerstgraser[B 4] reste en tête[J 20] du classement général de la Coupe OPA.

- le 23, à Sapporo (Japon), l'Allemand Eric Frenzel remporte[J 21] l'épreuve devant[J 22] les Norvégiens Jan Schmid et Håvard Klemetsen. C'est la première épreuve de Coupe du monde organisée au Japon depuis 2006[J 23].

- le 24 :
  - toujours à Sapporo a lieu une épreuve de la Coupe du monde, remportée[J 24] comme la veille[J 25] par l'Allemand Eric Frenzel. Confortant son avance[J 26] en tête de la Coupe, il s'impose devant le Japonais Akito Watabe, qui courait à domicile, suivi par l'Américain Taylor Fletcher. Chose rare en combiné, le podium de l'épreuve est donc occupé par des représentants de trois continents différents.
  - à Planica (Slovénie) a lieu une épreuve de la Coupe continentale. Elle est remportée[J 27] par le Norvégien Truls Sønstehagen Johansen devant ses compatriotes Ole Martin Storlien et Sindre Ure Soetvik[B 10].

- le 25, toujours à Planica, le Norvégien Gudmund Storlien remporte[J 28] l'épreuve de la Coupe continentale. Il s'impose devant son compatriote Sindre Ure Soetvik[B 10], déjà sur le podium la veille, et devant l'autrichien Lukas Greiderer, deuxième[J 29] du classement général de la Coupe.

- le 26 :
  - à Tschagguns / Gaschurn (Autriche) se déroule, sur 10 kilomètres, la première épreuve de combiné du Festival olympique de la jeunesse européenne, remportée[J 30] par l'Allemand Willi Hengelhaupt[B 11]. Il s'impose devant le Finlandais Severi Taipale[B 12] et l'Autrichien Samuel Mraz[B 13].
  - à Štrbské Pleso (Slovaquie) a lieu la première épreuve de combiné de l'Universiade d'hiver de 2015. Elle se déroule sur tremplin normal. Elle est remportée[J 31] par le Polonais Adam Cieślar, déjà vainqueur lors de l'édition précédente. Il aura fallu une photo finish pour le départager de l'Allemand David Welde, qui termine deuxième pour une demi-spatule. Le Polonais Szczepan Kupczak[B 14] complète le podium.

- le 28, toujours à Tschagguns / Gaschurn se déroule la deuxième épreuve de combiné du Festival olympique de la jeunesse européenne, une épreuve par équipes. Elle est remportée[J 32] par l'équipe d'Autriche, qui partit sixième de l'épreuve de fond, avec un handicap d'une minute quinze. Elle est composée de Daniel Rieder[B 15], Philipp Kuttin[B 16], Samuel Mraz[B 13] et Mika Vermeulen[B 17]. En deuxième position, l'équipe d'Allemagne, pourtant partie en tête, arrive avec trois secondes de retard. Elle est composée de Constantin Schnurr[B 18], Benedikt Schwaiger[B 19], Tim Kopp[B 20] et Willi Hengelhaupt[B 11], vainqueur de l'épreuve individuelle deux jours auparavant. Le podium est complété par l'équipe de France, composée de Yann Laheurte[B 21], Brice Ottonello[B 22], Lilian Vaxelaire[B 23] et Théo Rochat[B 24].

- le 29, à Štrbské Pleso a lieu la deuxième épreuve de combiné de l'Universiade d'hiver, un départ en ligne. Ce type d'épreuve est devenu rare en combiné. Elle est remportée[J 33] par le Polonais Adam Cieślar, déjà vainqueur, trois jours auparavant, de la première épreuve de l'Universiade. Il devance son dauphin de la première épreuve, l'Allemand David Welde. Un coureur polonais complète le podium, comme lors de la précédente épreuve : il s'agit de Mateusz Wantulok[B 25].

- le 30 :
  - à Val di Fiemme (Italie) se déroule une épreuve de la Coupe du monde qui remplace celle initialement prévue une semaine plus tard à Liberec (République tchèque). Cette épreuve est remportée[J 34] par l'Autrichien Bernhard Gruber devant les Norvégiens Jan Schmid et Jørgen Graabak.
  - à Tschagguns / Gaschurn a lieu la dernière épreuve de combiné du Festival olympique de la jeunesse européenne ; il s'agit d'un sprint. Il est remporté[J 35] par l'Allemand Willi Hengelhaupt[B 11], vainqueur de la précédente épreuve individuelle du festival. Il s'impose devant l'Autrichien Samuel Mraz[B 13] suivi par le Français Théo Rochat[B 24], meilleur fondeur de l'épreuve.

- le 31 :
  - à Štrbské Pleso se déroule la dernière épreuve de l'Universiade d'hiver ; il s'agit d'une épreuve par équipes. L'équipe d'Allemagne, composée de Johannes Wasel[B 26], Tobias Simon[B 27] et David Welde, s'impose[J 36]. Elle devance l'équipe japonaise (Gō Yamamoto[B 28],[2], Aguri Shimizu & Takehiro Watanabe[B 29]) et l'équipe russe (Samir Mastiev[B 30], Niyaz Nabeev & Ernest Yahin).
  - à Val di Fiemme (Italie) a lieu une épreuve de la Coupe du monde ; il s'agit d'un sprint par équipes. La première équipe de Norvège, constituée de Jan Schmid & Jørgen Graabak, remporte[J 37] la victoire. Le podium est complété par l'équipe d'Allemagne (Manuel Faißt & Fabian Rießle) et par la première équipe d'Autriche (Sepp Schneider & Bernhard Gruber).

### Février

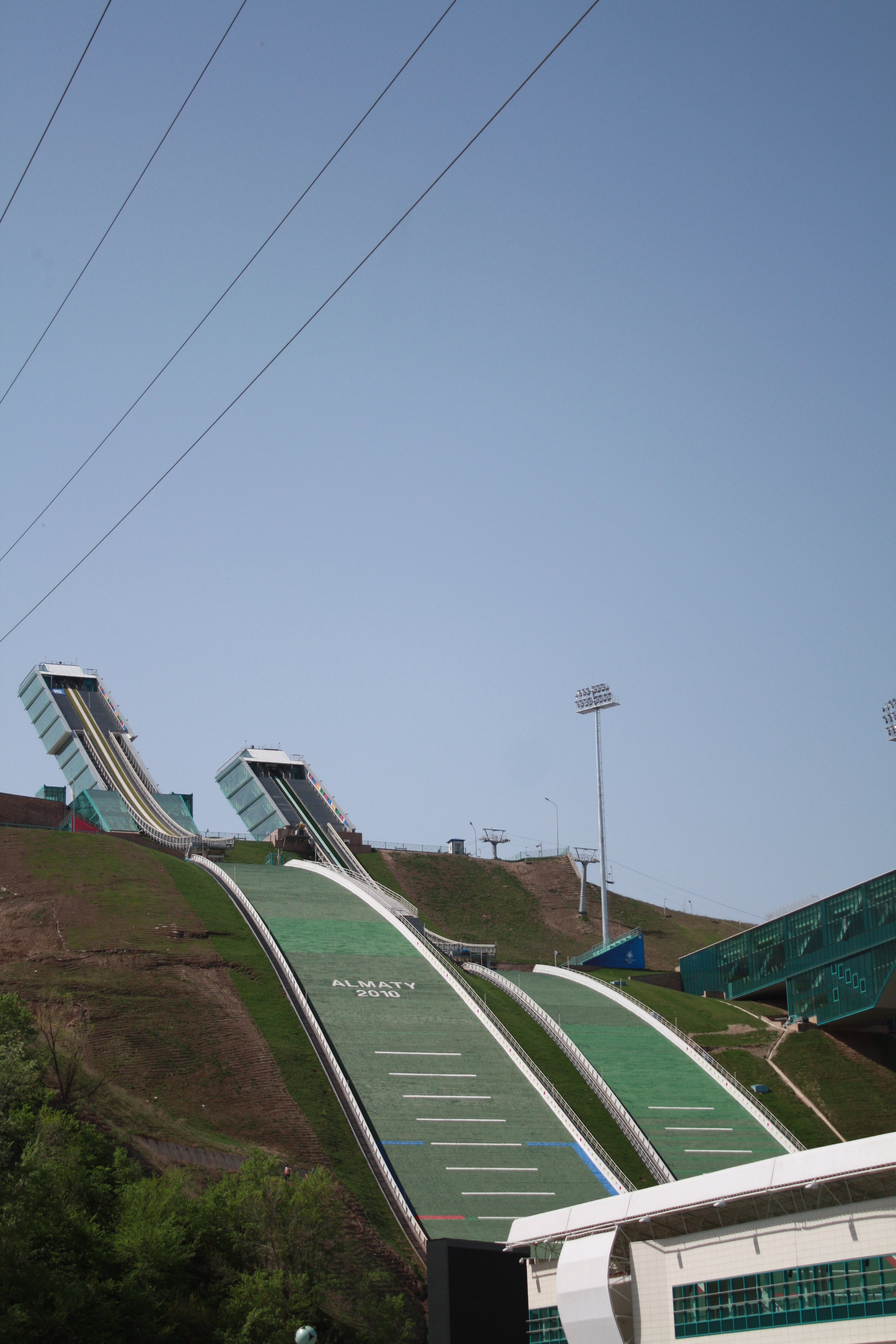
Les tremplins d'Almaty, où se déroulent les Championnats du monde junior

- le 1er à Val di Fiemme se déroule une épreuve de la Coupe du monde. Le coureur norvégien Jørgen Graabak s'impose[F 5] devant l'Autrichien Bernhard Gruber, vainqueur deux jours auparavant, suivi par l'Allemand Fabian Rießle.

- le 4, à Almaty (Kazakhstan) a lieu la première épreuve des Championnats du monde junior, un Gundersen de 10 kilomètres. Il est remporté[F 6] par le Norvégien Jarl Magnus Riiber, qui fit sensation en Coupe du monde en janvier, devant l'Autrichien Paul Gerstgraser[B 4] et l'Allemand Jakob Lange.

- le 6, à Almaty (Kazakhstan) se déroule la deuxième épreuve des Championnats du monde junior. Le vainqueur[F 7] est le même que lors de l'épreuve précédente : le Norvégien Jarl Magnus Riiber. Il devance l'Allemand Jakob Lange et l'Estonien Kristjan Ilves, qui deux ans plus tôt, à Liberec, était déjà arrivé troisième de cette même épreuve.

- le 7, à Almaty (Kazakhstan) a lieu la dernière épreuve des Championnats du monde junior, une épreuve par équipes. Le podium est le même que l'année précédente : l'épreuve par équipes des championnats du monde junior consacre[F 8] l'équipe autrichienne, composée cette année de Thomas Jöbstl[B 9], Bernhard Flaschberger, Noa Mraz[B 31] et Paul Gerstgraser[B 4], devant l'équipe d'Allemagne et l'équipe de Norvège.

- le 14 :
  - à Kranj (Slovénie) se déroule une épreuve de la Coupe OPA. Elle est remportée[F 9] par l'Autrichien Thomas Jöbstl[B 9] devant le Français Thomas Gérard[B 32] et l'Allemand Terence Weber[B 1].
  - à Ramsau am Dachstein (Autriche) le coureur américain Taylor Fletcher remporte[F 10] l'épreuve de Coupe continentale. Il devance l'Autrichien Paul Gerstgraser[B 4] et le Norvégien Espen Andersen[1].

- le 15 :
  - à Kranj l'épreuve de Coupe OPA est remportée[F 11] par l'Allemand Terence Weber[B 1], deuxième de l'épreuve de la veille. Il devance le Français Laurent Muhlethaler et l'Allemand Maik Hanzlik[B 33].
  - à Ramsau am Dachstein, l'épreuve de Coupe continentale est le lieu d'un triplé norvégien : Espen Andersen[1] remporte[F 12] l'épreuve, suivi sur le podium par ses compatriotes Gudmund Storlien et Sindre Ure Soetvik[B 10].

- le 20, à Falun (Suède), se déroule la première épreuve de combiné des Championnats du monde. L'Allemand Johannes Rydzek s'impose[F 1] devant l'Italien Alessandro Pittin et le Français Jason Lamy-Chappuis.

- le 21 :
  - à Klingenthal (Allemagne) a lieu une épreuve par équipes de la Coupe continentale. Deux équipes autrichiennes se placent sur le podium : la paire formée par Mario Seidl et Paul Gerstgraser[B 4] remporte[F 13] l'épreuve tandis qu'Alexander Brandner[B 34] et Lukas Greiderer sont en troisième position, derrière l'équipe norvégienne composée de Jarl Magnus Riiber et d'Espen Bjørnstad[B 35].
  - à Seefeld (Autriche), ont lieu les épreuves individuelles masculines et féminines des Jeux nordiques de l'OPA : cela fait de cet événement la première compétition internationale féminine de combiné disputée en hiver[3].
    - L'Autrichienne Lisa Eder[G 2] remporte[F 14] le Gundersen 4 km féminin devant la Française Océane Paillard[G 3] et l'Italienne Lisa Moreschini[G 4].
    - Dans une autre catégorie d'âge, l'Autrichienne Timna Moser[G 5] remporte[F 15] le Gundersen 4 km féminin devant l'Allemande Anna Berktold[G 6].
    - Le Gundersen 4 km masculin voit[F 16] l'Allemand Luis Lehnert[B 36] remporter l'épreuve devant son compatriote Nick Siegemund[B 37] et l'Autrichien Thomas Rettenegger[B 38].
    - Le Gundersen 6 km masculin est remporté[F 17] par l'Allemand Willi Hengelhaupt[B 11] devant l'Autrichien Samuel Mraz[B 13] et le Français Lilian Vaxelaire[B 23].

- le 22 :
  - à Falun, a lieu la deuxième épreuve de combiné des Championnats du monde ; il s'agit une épreuve par équipes. Elle est remportée[F 3] par l'équipe d'Allemagne, composée de Tino Edelmann, Eric Frenzel, Fabian Rießle et Johannes Rydzek. Les équipes de Norvège (Magnus Moan, Håvard Klemetsen, Mikko Kokslien & Jørgen Graabak) et de France (François Braud, Maxime Laheurte, Sébastien Lacroix & Jason Lamy-Chappuis) complètent le podium.
  - à Klingenthal a lieu une épreuve individuelle de la Coupe continentale. Elle est remportée[F 18] par le récent double champion du monde junior, le Norvégien Jarl Magnus Riiber. Il devance le Finlandais Eero Hirvonen[B 39] et l'Autrichien Mario Seidl.
  - à Seefeld a lieu l'épreuve par équipes des Jeux de l'organisation des fédérations de ski des pays alpins (OPA). Elle est remportée[F 19] par l'équipe d'Allemagne, composée de Tim Kopp[B 20], Willi Hengelhaupt[B 11], Constantin Schnurr[B 18] et Justin Moczarski[B 40]. Cette équipe a devancé l'équipe d'Autriche (composée de Philipp Kuttin[B 16], Daniel Rieder[B 15], Florian Dagn[B 41] et Samuel Mraz[B 13]) et l'équipe de France (composée par Yann Laheurte[B 21], Edgar Vallet[B 42], Théo Rochat[B 24] et Lilian Vaxelaire[B 23]).

- le 26, à Falun, se déroule la troisième épreuve de combiné des Championnats du monde. Ce Gundersen disputé sur grand tremplin est remporté[F 2] par l'Autrichien Bernhard Gruber, qui signe là la première victoire individuelle autrichienne de l'histoire des Championnats du monde. Il devance le Français François Braud et le champion du monde sur petit tremplin, l'Allemand Johannes Rydzek.

- le 28 :
  - à Falun, a lieu le sprint par équipes des Championnats du monde ; c'est la dernière épreuve de combiné des Championnats. Elle est remportée[F 4] par l'équipe de France, composée de François Braud & Jason Lamy-Chappuis. Ce dernier, qui défendait son titre, a annoncé à l'issue de l'épreuve mettre un terme à sa carrière. Eric Frenzel & Johannes Rydzek, qui constituaient l'équipe d'Allemagne, ont décroché la médaille d'argent, devant l'équipe de Norvège formée par Håvard Klemetsen et Magnus Moan.
  - à Ruka (Finlande) se déroule une épreuve de la Coupe continentale. L'Autrichien Bernhard Flaschberger gagne[F 20] la course, devant son compatriote Mario Seidl, suivi par le Norvégien Gudmund Storlien.

### Mars

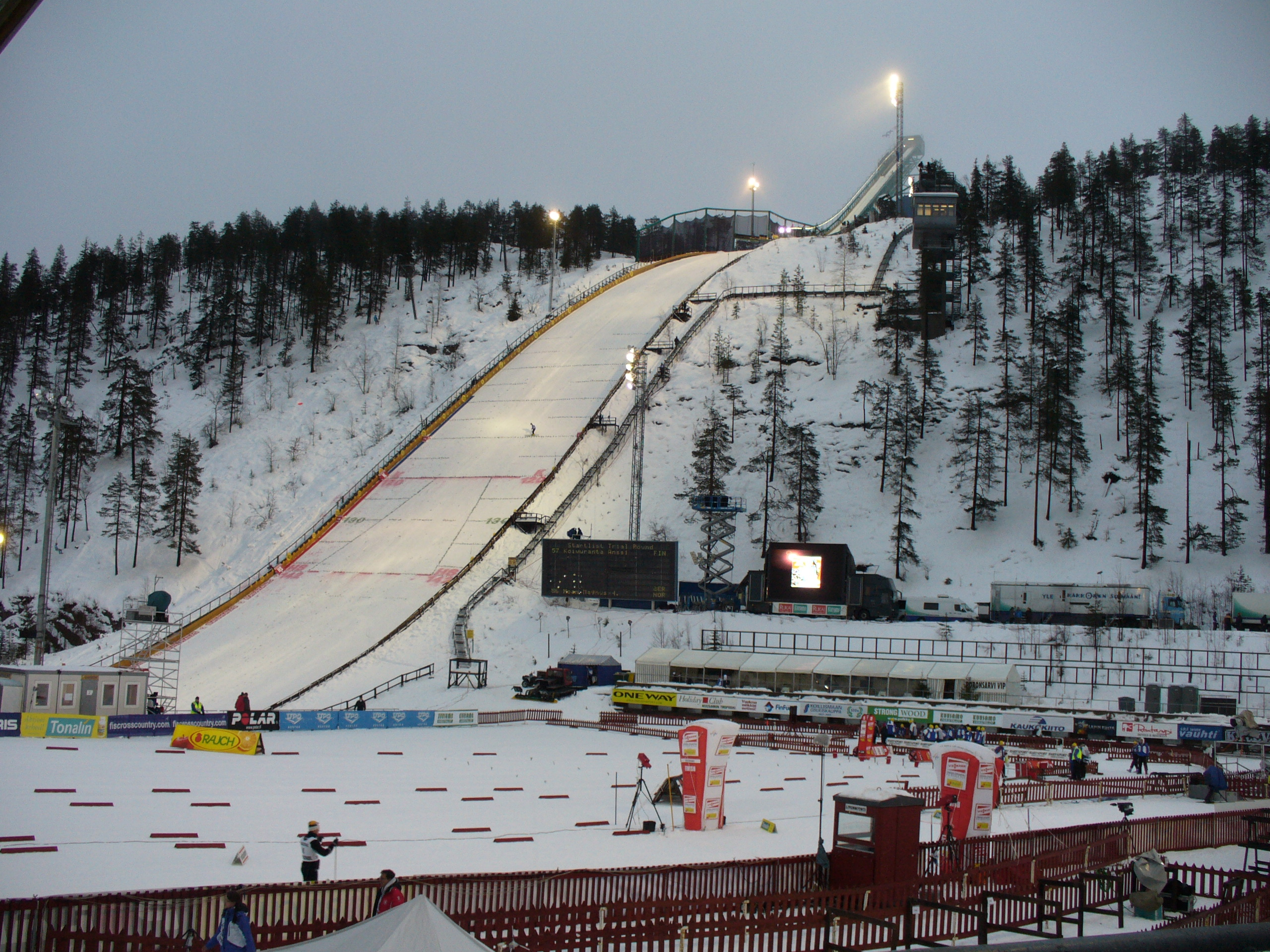
Le tremplin K-120 de Ruka

- le 1er, à Ruka, a lieu une épreuve de la Coupe continentale. Elle est remportée[M 1] par l'Autrichien Lukas Greiderer devant les Norvégiens Gudmund Storlien et Sindre Ure Søtvik. Ledit Greiderer en profite pour prendre[M 2] la première place du classement général de la compétition.

- le 6 :
  - à Lahti (Finlande) a lieu une épreuve de la Coupe du monde. Le coureur japonais Akito Watabe y remporte[M 3] la victoire devant deux Allemands : le récent champion du monde Johannes Rydzek suivi de Fabian Rießle.
  - à Tchaïkovski (Russie) se déroule une épreuve de la Coupe continentale. Trois coureurs autrichiens montent sur le podium : le vainqueur de la Coupe OPA de l'année précédente, Fabian Steindl, remporte[M 4] l'épreuve devant Harald Lemmerer[B 43] et Martin Fritz[B 44]. Le quatrième, Franz-Josef Rehrl[B 45], est également autrichien. Et Lukas Greiderer garde la tête du classement général. Il est… autrichien !

- le 7 :
  - à Lahti (Finlande) a lieu une épreuve par équipes de la Coupe du monde. Les coureurs allemands Fabian Riessle et Johannes Rydzek arrivent premiers[M 5] devant la première[4] paire française (Sébastien Lacroix & Jason Lamy-Chappuis) et la première[4] paire norvégienne (Magnus Krog & Håvard Klemetsen).
  - à Tchaïkovski (Russie) se déroule une épreuve de la Coupe continentale. Comme la veille, un triplé autrichien occupe le podium : Harald Lemmerer[B 43] est arrivé premier[M 6] devant Martin Fritz[B 44] et Franz-Josef Rehrl[B 45]. Le quatrième, Tomaz Druml, le cinquième, Fabian Steindl, le sixième, Bernhard Flaschberger et le septième, Noa Mraz[B 31], sont également autrichiens, tout comme le leader du classement général de la compétition, Lukas Greiderer ! La course départageait pourtant 29 coureurs de 6 nationalités différentes !
  - à Chaux-Neuve (France) a lieu une épreuve de la Coupe OPA. Elle est remportée[M 7] par l'Allemand Terence Weber[B 1] devant ses compatriotes Vinzenz Geiger[B 46] et Phillip Mauersberger[B 7].
  - à Sapporo (Japon) se déroule une course FIS. Yusuke Minato remporte[M 8] cette course devant Aguri Shimizu et Go Sonehara[B 47]. Les 28 engagés étaient tous japonais, à l'exception du Coréen Je-Un Park[B 48].

- le 8 :
  - à Tchaïkovski (Russie) a lieu la dernière épreuve de la Coupe continentale. Elle est remportée[M 9] par l'Autrichien Fabian Steindl devant l'Allemand Tobias Simon[B 27] et l'Autrichien Harald Lemmerer[B 43]. Le classement général de la compétition, qui aura connu trois leaders différents au cours de la saison, est remporté[M 10] par l'Autrichien Lukas Greiderer.
  - à Chaux-Neuve (France) se déroule la dernière épreuve de la saison de la Coupe OPA. L'Allemand Terence Weber[B 1] s'impose[M 11] devant l'Autrichien Thomas Jöbstl[B 9] et le Français Laurent Muhlethaler. Une coïncidence fait que le podium de cette dernière épreuve reprend le classement général final[M 12] de la compétition.

- le 11, à Trondheim (Norvège) ont lieu des épreuves destinées aux très jeunes coureurs[M 13] ; l'une d'entre elles était réservée aux jeunes filles.
  - Chez les jeunes filles nées avant l'année 2000, l'Autrichienne Timna Moser[G 5], déjà victorieuse fin février lors des Jeux de l'organisation des fédérations de ski des pays alpin (OPA), s'impose[M 14] devant les Norvégiennes Hanna Midtsundstad[G 7] et Silje Opseth[G 8].
  - Il en va de même chez les jeunes filles nées en 2000, 2001 ou 2002 : comme lors des Jeux de l'OPA, l'Autrichienne Lisa Eder[G 2] s'impose[M 14]. Les Norvégiennes Karoline Bjerke Skatvedt[G 9] et Gyda Westvold Hansen[G 10] sont respectivement deuxième et troisième.
  - Chez les jeunes gens nés durant l'année 2000, le Finlandais Wille Karhumaa[B 49] s'impose[M 15] devant son compatriote Atte Kettunen[B 50], suivi par l'Américain Stephen Schumann[B 51].
  - Chez les jeunes gens nés en 2001 ou 2002, trois Norvégiens montent sur le podium : Benjamin Østvold[B 52] remporte[M 15] la course devant Andreas Skoglund[B 53] et Emil Ottesen[B 54].

- le 12 :
  - à Trondheim encore se déroulent[M 16] deux épreuves destinées aux très jeunes coureurs ; comme la veille, l'une d'entre elles est réservée aux jeunes filles.
    - Chez les jeunes filles nées avant l'année 2000, l'Autrichienne Timna Moser[G 5], déjà victorieuse la veille, s'impose[M 17] devant les Norvégiennes Tonje Bakke[G 11] & Hanna Midtsundstad[G 7].
    - Chez les jeunes filles nées en 2000, 2001 ou 2002, l'Autrichienne Lisa Eder[G 2] confirme en s'imposant[M 17] devant les Norvégiennes Ida Marie Hagen[G 12] & Karoline Bjerke Skatvedt[G 9].
    - Chez les jeunes gens nés en 2000, trois nations sont représentées sur le podium : le Finlandais Wille Karhumaa[B 49] confirme également[M 18] devant l'Estonien Andreas Ilves[B 55], suivi par le Norvégien Ludvik Braathen[B 56].
    - À l'inverse, chez les jeunes gens nés en 2001 ou 2002, le podium est entièrement norvégien : Andreas Skoglund[B 53] remporte[M 18] la course devant Benjamin[B 52] et Sebastian Østvold[B 57], respectivement deuxième et troisième.

  - toujours à Trondheim, a lieu l'avant-dernière épreuve de la Coupe du monde. Elle est remportée[M 19] par le Norvégien Magnus Moan devant l'Allemand Fabian Rießle et l'Italien Alessandro Pittin, qui confirme sa bonne forme retrouvée.
- le 14 :
  - la Coupe du monde se termine : la dernière épreuve a lieu à Oslo (Norvège). Cette finale se déroule sur le tremplin de Holmenkollen et sur un parcours de fond inhabituellement long de 15 kilomètres. Elle est remportée[M 20] par le Japonais Akito Watabe devant le récent champion du monde allemand Johannes Rydzek et l'Italien Alessandro Pittin, déjà troisième de l'épreuve précédente. L'Allemand Eric Frenzel remporte[M 21] son troisième gros globe de cristal consécutif tandis que l'Allemagne remporte[M 22] sa troisième Coupe des nations consécutive.
  - à Szczyrk se déroule l'épreuve de saut du Championnat de Pologne. Elle est remportée par Mateusz Wantulok[B 25].
- le 15, toujours à Szczyrk, se déroule l'épreuve de fond du Championnat de Pologne. Le titre est remporté par Adam Cieslar. Chez les juniors, Dawid Jarząbek[B 3] s'impose.
- le 18, à Trysil, la fédération norvégienne de ski organise en marge du Championnat national de saut le premier Championnat de Norvège de combiné nordique féminin, qu'elle considère « non-officiel ». La jeune Anna Odine Strøm[G 1] s'impose[M 23] devant Tonje Bakke[G 11] et Hanna Midtsundstad[G 7].
- le 28 :
  - à Chaux-Neuve (France) a lieu le Championnat de France. Comme en 2013, Jason Lamy-Chappuis remporte l'épreuve devant François Braud et Maxime Laheurte.
  - à Ruka (Finlande) se déroule le Championnat de Finlande. Il est remporté par Ilkka Herola devant Eero Hirvonen[B 39] et Jim Härtull.

### Août

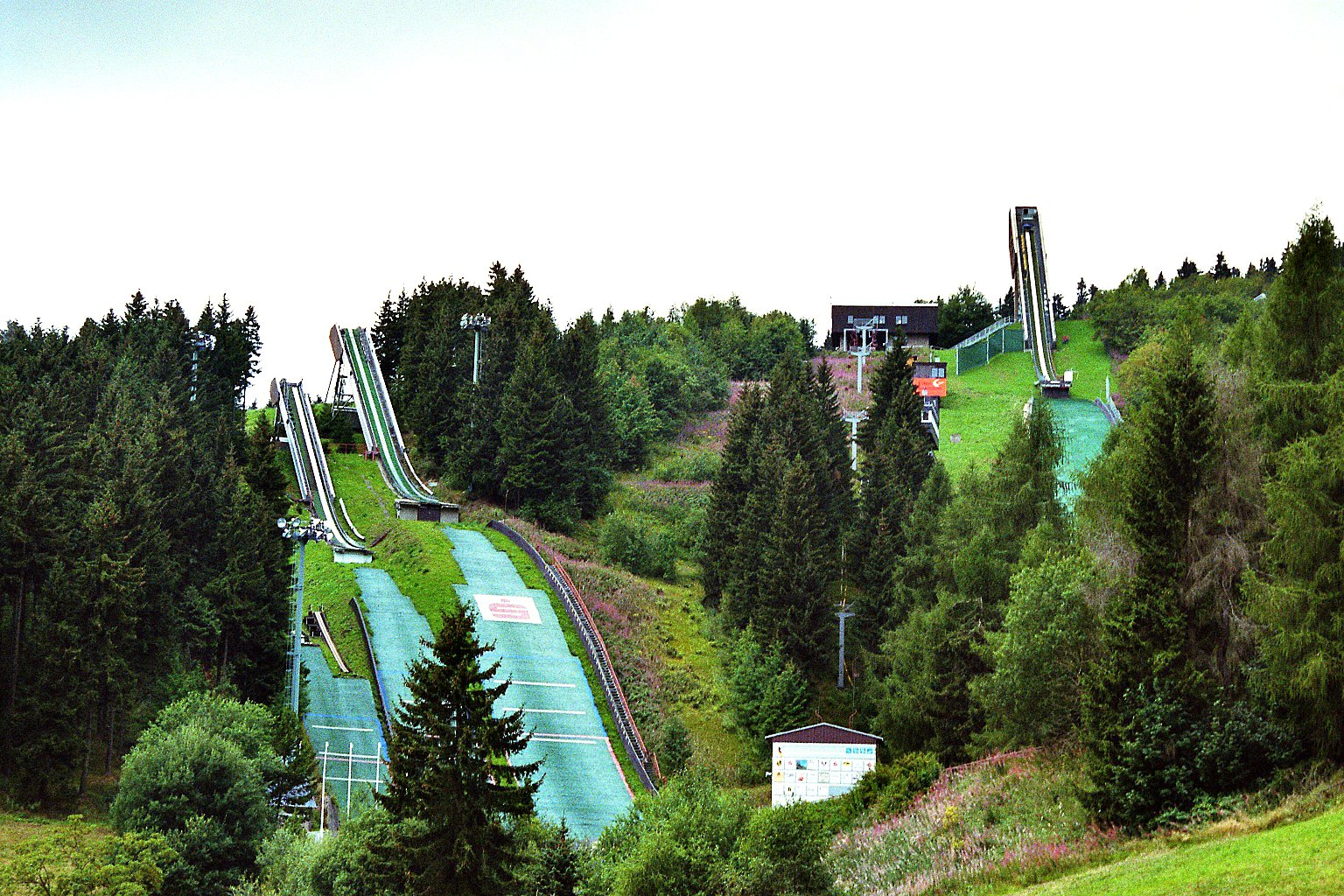
Les tremplins d'Oberwiesenthal en août

- le 10, à Klingenthal (Allemagne), une course féminine comptant pour la Coupe OPA est remportée[A 1] par l'Autrichienne Lisa Eder[G 2] devant sa compatriote Sara Kramer[G 13]. L'Allemande Alexandra Seifert[G 14] est troisième.

- le 29, à Oberwiesenthal (Allemagne), une équipe autrichienne composée par Harald Lemmerer[B 43] et Bernhard Gruber s'impose[A 2] dans la première épreuve du Grand Prix d'été, un sprint par équipes dont la course de ski-roues est disputée en soirée. Elle devance une autre équipe autrichienne (David Pommer[B 58] et Mario Seidl). Une équipe allemande (Manuel Faißt et Fabian Rießle) est troisième.

- le 30, toujours à Oberwiesenthal, l'Allemand Eric Frenzel remporte[A 3] le premier gundersen individuel du Grand Prix d'été, après avoir remporté le concours de saut. Le podium est entièrement allemand : Johannes Rydzek est deuxième devant Fabian Rießle.

### Septembre

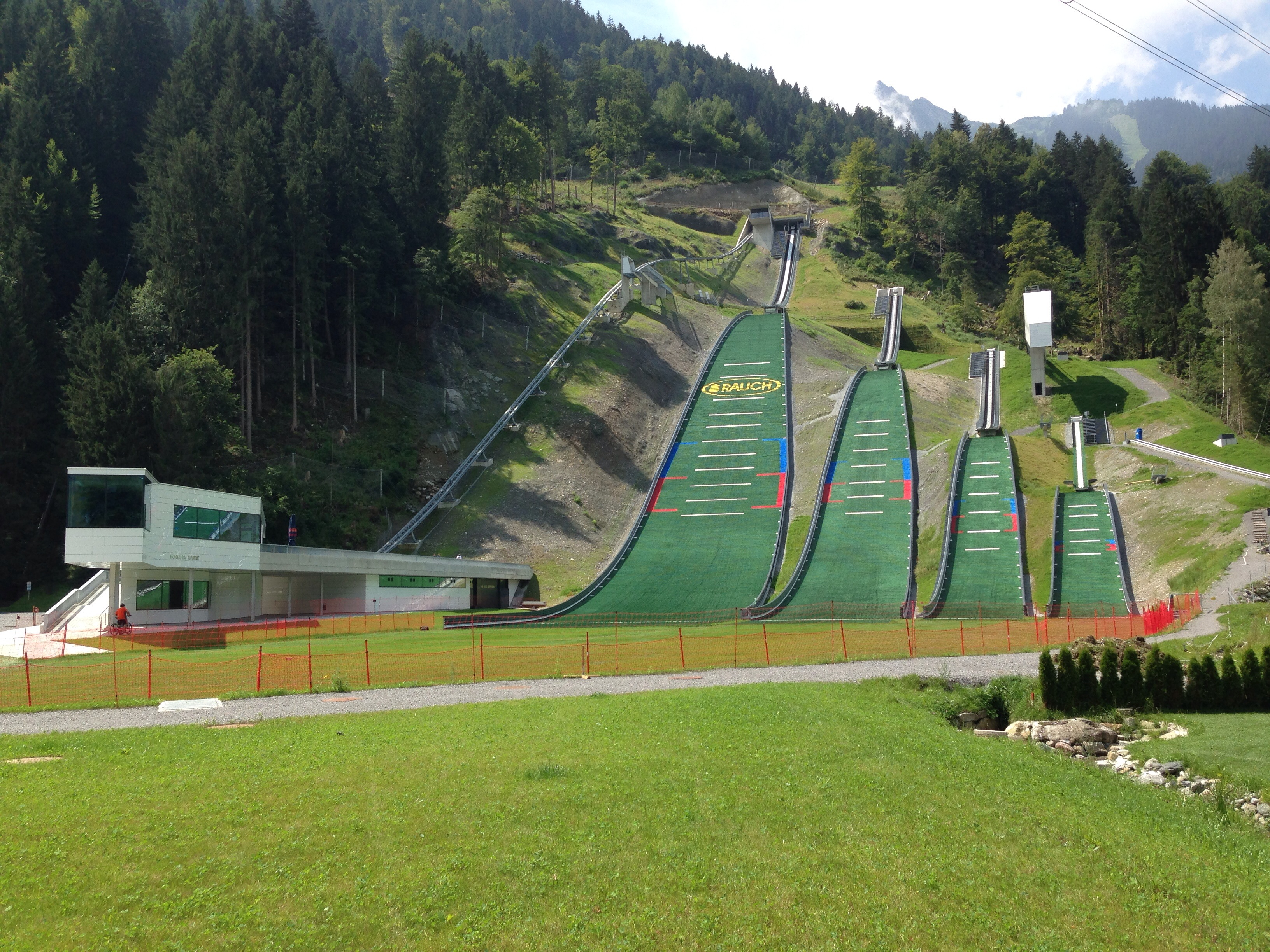
Les tremplins de Tschagguns

- le 2 a lieu à Tschagguns et à Partenen (de) (Autriche) la deuxième épreuve individuelle du Grand Prix d'été. Elle est remportée[S 1] par l'Autrichien Mario Seidl, qui en conséquence prend[S 2] la première place du classement général. Le Japonais Akito Watabe est deuxième, devant l'Allemand Fabian Rießle.
- le 4 se déroulent à Oberstdorf (Allemagne) :
  - la troisième épreuve individuelle du Grand Prix d'été. L'Allemand Johannes Rydzek s'impose[S 3] et prend la tête[S 4] du classement général. Il devance le Japonais Akito Watabe et le jeune autrichien Mario Seidl, qui n'aura donc pas réussi à conserver sa première place au général.
  - les épreuves du Grand Prix de la jeunesse, une compétition de combiné destinée aux minimes et juniors masculins comme féminins[S 5] :
    - l'épreuve HS 60 / 2.5km destinée aux plus jeunes des athlètes féminines (nées entre 2002 et 2004) est remportée par l'Allemande Jenny Nowak[G 15] devant la Française Joséphine Pagnier[G 16] et l'Allemande Anni Bartl[G 17].
    - leurs aînées, qui naquirent entre 1999 et 2001, concourent dans les mêmes conditions, HS 60 / 2.5km. L'Autrichienne Timna Moser[G 5] remporte cette épreuve devant la Slovène Jerneja Barcl[G 18] et la Norvégienne Hanna Midtsundstad[G 7].
    - lors de l'épreuve masculine HS 60 / 2.5km destinée aux athlètes masculins les plus jeunes, nés en 2003, le podium est le lieu d'un triplé allemand : Emanuel Schmid[B 59] s'imposant devant Sebastian Schwarz[B 60] et Hannes Gehring[B 61].
    - dans l'épreuve départageant leurs aînés de 2002 (HS 60 / 4km), le Finlandais Perttu Reponen[B 62] s'impose, comme l'année précédente. L'Allemand Lenard Kersting[B 63] est deuxième devant le Finlandais Waltteri Karhumaa[B 64], troisième.

- le 5, toujours à Oberstdorf, sont organisées :
  - la quatrième et dernière épreuve individuelle du Grand Prix d'été. L'Allemand Fabian Rießle s'impose[S 6] et remporte là sa première victoire individuelle sur une épreuve internationale. Il précède son compatriote Johannes Rydzek, qui remporte le classement général[S 7] de la compétition pour la quatrième fois de sa carrière — un record qui conforte son statut de coureur le plus titré de l'épreuve. Le Japonais Akito Watabe est troisième.
  - la suite des épreuves, masculines comme féminines, du Grand Prix de la jeunesse[S 8] :
    - une épreuve HS 60 / 4km est destinée aux jeunes filles nées entre 2002 et 2004 ; comme la veille, l'Allemande Jenny Nowak[G 15] s'y impose devant la Française Joséphine Pagnier[G 16]. L'Allemande Anni Bartl[G 17] est troisième.
    - dans l'épreuve HS 60 / 4km réservée aux athlètes féminines nées entre 1999 et 2001, l'Autrichienne Timna Moser[G 5] s'impose comme la veille. Elle devance la Norvégienne Hanna Midtsundstad[G 7]. L'Italienne Lisa Moreschini[G 4] est troisième.
    - l'épreuve HS 60 / 4km départageant les garçons nés en 2003 voit deux Allemands aux deux premières places : Pepe Schula[B 65] s'imposant devant Sebastian Schwarz[B 60]. Le Français Antonin Vaxelaire[B 66] est troisième.
    - enfin, les garçons nés en 2002 participent à une épreuve plus longue (HS 60 / 6km) ; le vainqueur de la veille, le Finlandais Perttu Reponen[B 62], s'y impose devant son compatriote Waltteri Karhumaa[B 64] et l'Allemand Jan Andersen[B 67].

- le 12, à Winterberg (Allemagne), a lieu la première épreuve de la Coupe OPA. Elle est remportée[S 9] par l'Allemand Vinzenz Geiger[B 46] devant ses compatriotes Philipp Mauersberger[B 7] et Justin Moczarski[B 40].

- le 13, toujours à Winterberg, la deuxième épreuve de la Coupe OPA est remportée[S 10] par le tenant du titre, l'Allemand Terence Weber devant ses compatriotes Philipp Mauersberger[B 7] et Vinzenz Geiger[B 46], vainqueur la veille.

- le 26, à Hinterzarten (Allemagne), a lieu la troisième épreuve de la Coupe OPA. Elle est remportée[S 11] par le Français Laurent Muhlethaler devant le Slovène Vid Vrhovnik. L'Allemand Philipp Mauersberger[B 7] est troisième. Le Slovène Jaka Matko[B 68] avait remporté le concours de saut tandis que l'Allemand Martin Hahn[B 69] fut le plus rapide lors de la course de fond.

- le 27, toujours à Hinterzarten, le Français Laurent Muhlethaler remporte[S 12] la quatrième épreuve de la Coupe OPA devant l'Allemand Simon Hüttel[B 70], qui a remporté le concours de saut. Le Slovène Vid Vrhovnik est troisième. L'Autrichien Philipp Kuttin[B 16] fut le meilleur fondeur de l'épreuve.

### Novembre

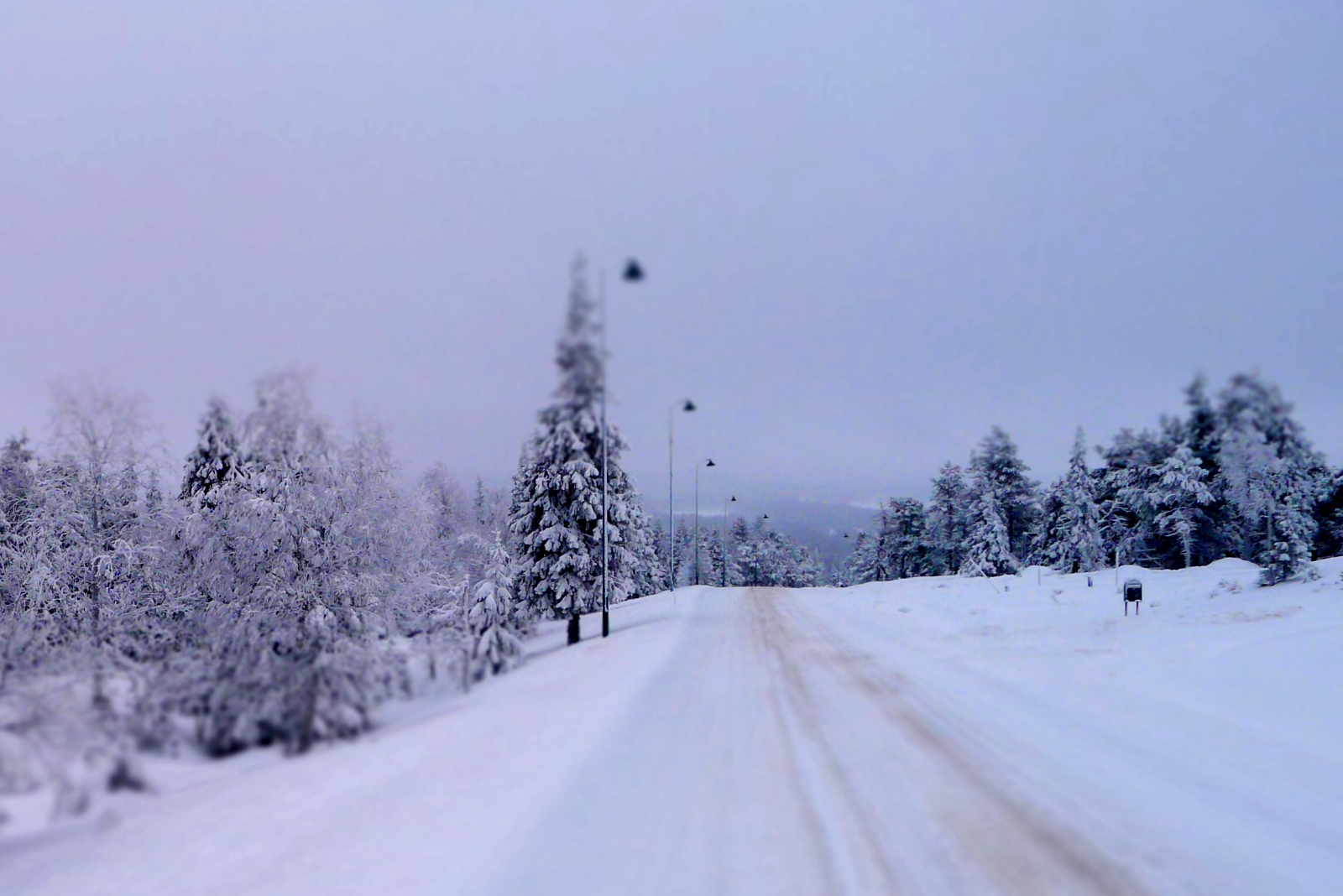
Ruka en novembre

- le 26, à Ruka (Finlande), le premier saut de qualification de la Coupe du monde 2016 est annulé en raison d'un vent trop important[N 1].
- le 27, à Ruka (Finlande), le saut de réserve de la première épreuve de la Coupe du monde 2016 est annulé, toujours en raison d'un vent trop important[N 1].
- le 28, à Ruka (Finlande), la première épreuve de la Coupe du monde 2016 est annulée[N 2], en raison de ce même vent trop important qui avait causé les annulations précédentes.
- le 29, la deuxième épreuve de la Coupe du monde, prévue à Ruka, est également annulée[N 3]. C'est donc la totalité de la première étape de la Coupe qui, victime d'un vent violent, est annulée.

### Décembre

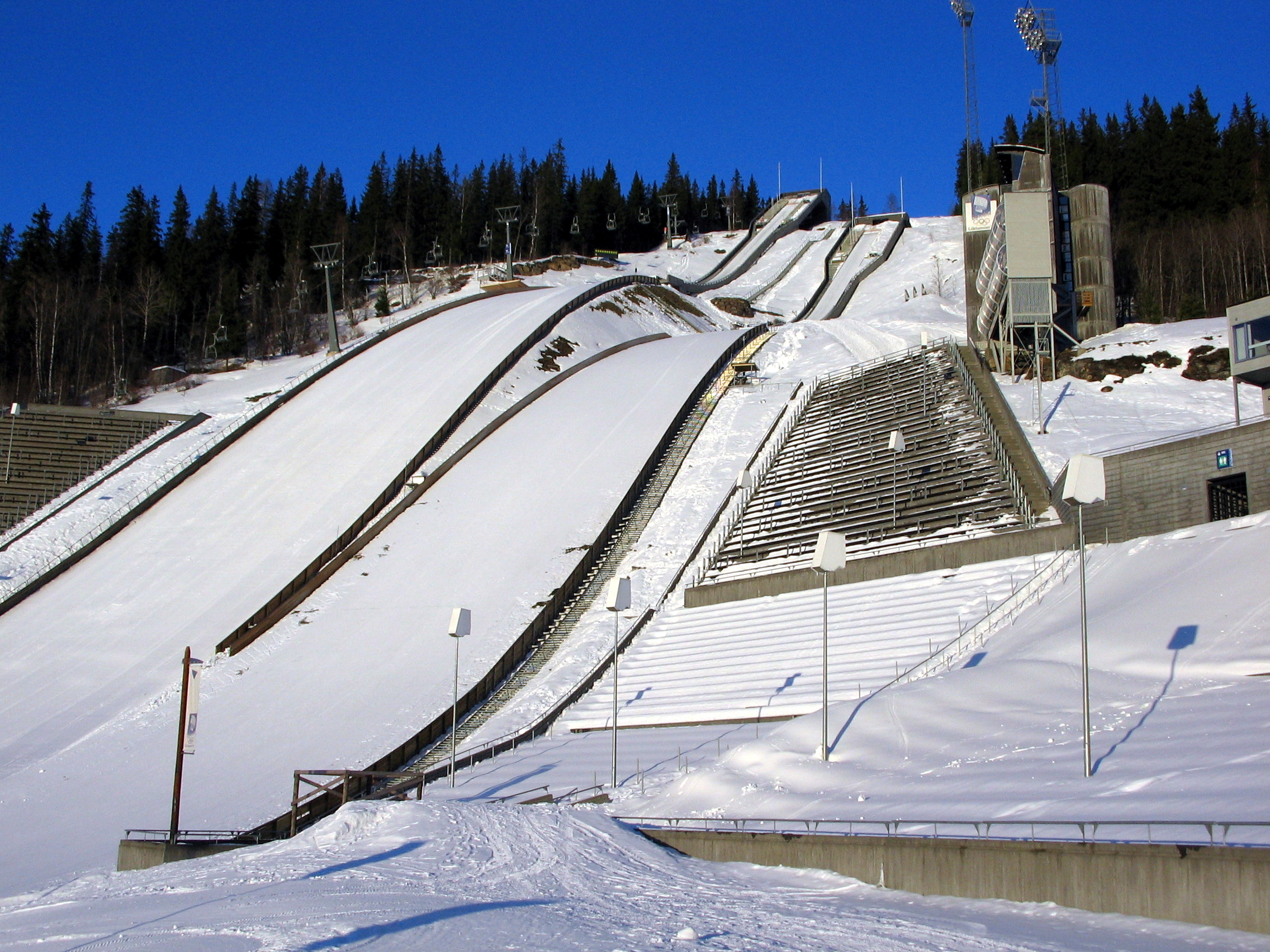
Les tremplins de Lysgårds à Lillehammer

- le 4, à Lillehammer (Norvège), le Polonais Szczepan Kupczak[B 14] remporte[D 1] le saut de réserve (comptant aussi comme saut de qualification) de la troisième épreuve de la Coupe du monde devant l'Autrichien Fabian Steindl et le Français François Braud.

- le 5, toujours à Lillehammer, la première épreuve disputée de la Coupe du monde voit la victoire[D 2],[D 3] de l'Allemand Fabian Rießle ; c'est là sa première victoire individuelle en Coupe du monde. Il s'impose devant le Japonais Akito Watabe tandis que le Finlandais Ilkka Herola, arrivé troisième, établit la meilleure performance de sa carrière.

- le 6, toujours à Lillehammer, est organisée la quatrième épreuve de la Coupe du monde. Elle est remportée[D 4],[D 5] par le Norvégien Magnus Krog devant le vainqueur de la veille, l'Allemand Fabian Rießle, qui conserve[D 6] son maillot jaune de leader du classement général. L'Autrichien Lukas Klapfer est troisième.

- le 11, à Soldier Hollow, dans l'Utah (États-Unis), la première épreuve de la Coupe continentale est remportée[D 7],[D 8] par l'Autrichien David Pommer[B 58] devant son compatriote Bernhard Flaschberger. L'Américain Taylor Fletcher est troisième.

- le 12, toujours à Soldier Hollow, la deuxième épreuve de la Coupe continentale a vu la victoire[D 9],[D 10] du vainqueur de la veille, l'Autrichien David Pommer[B 58]. Il s'impose devant l'Américain Taylor Fletcher, meilleur fondeur de l'épreuve, qui était troisième la veille. L'Italien Armin Bauer est troisième.

- le 13, toujours à Soldier Hollow, la troisième épreuve de la Coupe continentale est remportée[D 11],[D 12] par l'Américain Taylor Fletcher, à nouveau meilleur fondeur de l'épreuve, devant les Autrichiens David Pommer[B 58] et Franz-Josef Rehrl[B 45]. David Pommer reste[D 13] en tête du classement général.

- le 18, le Norvégien Håvard Klemetsen remporte[D 14],[D 15], devant l'Autrichien Fabian Steindl, le saut de réserve de l'épreuve de Coupe du monde qui se déroulera le lendemain à Ramsau am Dachstein (Autriche). Ce saut sert également d'épreuve qualificative ; sept coureurs ne sont pas qualifiés.

- le 19 :
  - l'épreuve de Coupe du monde de Ramsau est le lieu d'un triplé norvégien : Magnus Moan remporte[D 16],[D 17],[D 18] l'épreuve devant ses compatriotes Magnus Krog, qui prend la tête du classement général de la compétition, et le jeune Jarl Magnus Riiber, troisième et vainqueur du concours de saut.
  - à Villach (Autriche), l'épreuve de la Coupe OPA féminine est annulée.
  - à Seefeld (Autriche) a lieu une épreuve de la Coupe OPA. Elle est remportée[D 19] par l'Allemand Vinzenz Geiger[B 46] devant son compatriote Terence Weber[B 1], vainqueur de la compétition en 2015. Le Français Laurent Muhlethaler est troisième.

- le 20 :
  - toujours à Ramsau, l'Allemand Eric Frenzel remporte[D 20],[D 21] la dernière épreuve de Coupe du monde de l'année. Il devance le jeune Norvégien Jarl Magnus Riiber, vainqueur du concours de saut. L'Allemand Manuel Faißt est troisième.
  - à Villach, comme la veille, l'épreuve de la Coupe OPA féminine est annulée.
  - toujours à Seefeld a lieu une épreuve de la Coupe OPA. Elle est remportée[D 22], comme la veille, par l'Allemand Vinzenz Geiger[B 46] devant son compatriote Terence Weber[B 1]. L'Autrichien Florian Dagn[B 41] est troisième.